# Jutta Stöck
Jutta Bettina Stöck, née le 29 septembre 1941 à Müncheberg et mariée depuis 1970 Hertel, est une ancienne athlète ouest-allemande. 
Elle a remporté deux médailles d'argent en relais 4 × 100 m pour l'Allemagne fédérale. Elle est la fille du champion olympique Gerhard Stöck.
Elle a participé aux Jeux olympiques d'été de 1968 à Mexico, s'y qualifiant pour la finale du 200 m et participant au relais 4 × 100 m.

## Palmarès

### Jeux olympiques d'été
- Jeux olympiques d'été de 1968 à Mexico ( Mexique)
  - 8e sur 200 m
  - 6e en relais 4 × 100 m

### Championnats d'Europe
- Championnats d'Europe d'athlétisme de 1966 à Budapest ( Hongrie)
  - 7e sur 100 m
  -  Médaille d'argent en relais 4 × 100 m
- Championnats d'Europe d'athlétisme de 1969 à Athènes ( Grèce)
  -  Médaille d'argent en relais 4 × 100 m